# Residencia Provincial de Ávila Club de Fútbol
La Residencia Provincial de Ávila Club de Fútbol fue un club de fútbol español de la ciudad de Ávila, en la comunidad autónoma de Castilla y León. Fue fundado en 1934 y jugó durante casi toda su existencia en categorías regionales, siendo cuna de cantera abulense y nutridor de jugadores, no solo de Ávila sino también de Castilla y León. En 1984 se fusionó con el Real Ávila, convirtiéndose en el Real Ávila Promesas y desapareciendo como entidad independiente. Jugaba sus partidos como local en el Campo de San Antonio, de tierra y con capacidad para unos 3.000 espectadores.

## Historia
La Residencia Provincial de Ávila C.F. fue una sociedad deportiva constituida en 1934 dentro de la institución del mismo nombre -o la Inclusa en coloquial- destinada para alojar a niños y niñas sin recursos económicos huérfanos de padre, madre o de ambos. Convertido en el segundo club de la ciudad por detrás del Real Ávila, el primer equipo de la “Resi” como popularmente se les reconoce, quedará inscrito el 8 de noviembre de 1957 como club asociado a la Federación Castellana, iniciando su camino en la temporada 1957/1958 ubicado en Tercera Regional desde donde irá progresando hasta conquistar categorías superiores y un sinfín de trofeos vistiendo camisa granate con pantalón azul además de convertirse, de hecho, en el trampolín idóneo para llegar a la primera plantilla del Real Ávila C.F.
La Resi era el equipo de iniciación al Real Ávila. Allí se fogueaban en una o dos categorías inferiores, siendo el segundo equipo de la ciudad. Algunos jugadores salieron de la Residencia Provincial, que estaba donde actualmente se encuentra el Instituto Vasco de la Zarza, allí tenían un campo de tierra y piedras donde jugaban los chicos del barrio. Llegó a jugar una temporada en Tercera División.
Uno de sus jugadores más recordados, además de entrenador y presidente, fue Bienvenido Sampedro Apóstol, padre del que fue entrenador del equipo femenino de la Casa Social y promotor de la cantera abulense durante decenios. Algunos de los jugadores más emblemáticos que han pasado por el equipo han sido: Tomás, Luisillo, Vicente "El Bacalao", Manolo, Vicente Jiménez Sánchez "Tito", Gonzalo, Mariano "El Bola", Cantuche y Juan Mayorga, que llegó a ser decano y fundador de la Facultad de Ciencias de la Actividad Física y el Deporte de la Universidad Europea de Madrid. Estos futbolistas, salvo Mariano "El Bola", todos acabaron jugando después en el Real Ávila. En 1984 la Residencia Provincial C.F., el segundo club en importancia de la ciudad durante varias décadas, se integra en la estructura del Real Ávila adoptando el nombre de Real Ávila Promesas, equipo de donde saldrán un buen número de jugadores que acabarán jugando en la primera plantilla encarnada. De esta forma, la Resi desaparecía como entidad independiente, poniendo fin así a cincuenta años de historia de fútbol abulense.

## Trayectoria
| Temporada | División    | Posición | Copa del Rey |
| --------- | ----------- | -------- | ------------ |
| 1957/58   | 3ª Regional | 4º       |              |
| 1958/59   | 3ª Regional | 2º       |              |
| 1959/60   | 3ª Regional | 6º       |              |
| 1960/61   | 3ª Regional | 4º       |              |
| 1961/62   | 3ª Regional | 3º       |              |
| 1962/63   | 3ª Regional | 2º       |              |
| 1963/64   | 2ª Regional | 4º       |              |
| 1964/65   | 2ª Regional | 10º      |              |
| 1965/66   | 2ª Regional | 11º      |              |
| 1966/67   | 2ª Regional | 4º       |              |
| 1967/68   | 2ª Regional | 7º       |              |
| 1968/69   | 2ª Regional | 5º       |              |
| 1969/70   | 2ª Regional | 12º      |              |
| 1970/71   | 2ª Regional | 8º       |              |

| Temporada | División     | Posición | Copa del Rey |
| --------- | ------------ | -------- | ------------ |
| 1971/72   | 2ª Regional  | 13º      |              |
| 1972/73   | 3 ª Regional | 8º       |              |
| 1973/74   | 3ª Regional  | 4º       |              |
| 1974/75   | 2ª Regional  | 14º      |              |
| 1975/76   | 2ª Regional  | 11º      |              |
| 1976/77   | 2ª Regional  | 8º       |              |
| 1977/78   | 2ª Regional  | 6º       |              |
| 1978/79   | 2ª Regional  | 4º       |              |
| 1979/80   | 2ª Regional  | 11º      |              |
| 1980/81   | 2ª Regional  | 3º       |              |
| 1981/82   | 2ª Regional  | 1º       |              |
| 1982/83   | 1ª Regional  | 2º       |              |
| 1983/84   | 3ª División  | 18º      |              |

- 1 temporada en Tercera División.

## Uniforme
- Uniforme titular: Camiseta granate, pantalón azul y medias azules.
- Uniforme titular: Camiseta blanca, pantalón granate y medias blancas.

## Estadio
Durante sus primeros años de vida, la Residencia Provincial de Ávila C.F. jugaba sus partidos en el campo de fútbol de El Pradillo, que existió desde 1923 hasta 1944. Ese mismo año se levantaba una nueva cancha de fútbol que sería su nueva casa hasta 1972, el Estadio de San Antonio, de tierra, con una tribuna tipo campo inglés y general de gradas de piedra, y con una capacidad para unos 3.000 espectadores. 

## Datos del club
- Temporadas en Primera División: 0
- Temporadas en Segunda División: 0
- Temporadas en Segunda División B: 0
- Temporadas en Tercera División: 1
- Temporadas en Primera Regional: 1
- Temporadas en Segunda Regional: 17
- Temporadas en Tercera Regional: 8
- Mejor puesto en la liga (en Tercera División de España): 18º (temporada 1983-1984).

## Palmarés
- Liga de Segunda Regional Castellana (1) 1981-1982